# 萊莎的鍊金工房3 ～終結之鍊金術士與秘密鑰匙～
《萊莎的鍊金工房3 ～終結之煉金術士與秘密鑰匙～》是由光榮特庫摩旗下Gust團隊所製作的角色扮演遊戲。發行平台為任天堂Switch、PlayStation 4、PlayStation 5版本於2023年3月23日上架。Microsoft Windows版本於2023年3月24日透過Steam管道上架，本作支援中文同步發售。
以煉金術為題材的「鍊金工房系列」的第24款正傳作品（不包括衍生作品）。該作於2022年9月13日的「Nintendo Direct」中發表。
這部作品是《萊莎的鍊金工房2 ～失落的傳承與秘密妖精～》的續作。故事發生在《2》的一年後的最後的夏日冒險，並成為以萊莎為主角的「秘密系列」的完結篇。

## 遊戲系統
與過去作品相同，這款遊戲沒有固定的時間流逝設計，你可以隨時透過在萊莎的鍊金工房裡的床上休息或使用營火來自由調整時間。場景裡的動作選項也比前作更多，除了可以「攀爬懸崖」、「滑行」和「使用滑索移動」外，之前出現的靈獸也會回來，並且還有新的水獸和地獸可以成為夥伴。另外，遊戲新增了「露營」系統，讓你可以跟夥伴們一起做料理，不但能暫時提升各種屬性，還能提高採集素材的品質，還有機會在各個地點建造自己的鍊金工房。
這次「鑰匙」系統是個非常重要的部分，你可以用這些鑰匙來增強角色的能力，像是讓角色的狀態更好，或者在戰鬥中釋放強力效果。此外，這些鑰匙還能用來打開寶箱或解除結界，或者在鍊金調合中發揮作用。這些鑰匙被稱為「秘密鑰匙」，你可以在各種地標或打敗敵人後獲得，然後用來幫助你在探索、戰鬥和鍊金調合中取得優勢。一開始你只能用「虛無鑰匙」來製作秘密鑰匙，但隨著遊戲進展，你還能調合出更高等級的「純潔鑰匙」。
在調合方面，這次新增了可以改變「材料環」的「鏈接召喚」功能，有些道具配方只有透過這個功能才能解鎖。另外，遊戲延續了前作的「技能樹」系統，你可以用「SP」來學習新的道具配方。材料和道具除了以往的特性外，這次還加入了更強大的「超特性」，不過要先解鎖材料環中的超特性環，才能真正發揮這些強力效果。
隨著主線劇情推進，玩家會在各個地方遇到隨機的任務，像是消滅特定魔物、交出指定道具或交換物品等，還有些地方會出現規模更大的「世界任務」。這些任務出現時，地圖上會有對應的圖標。此外，還有一些額外的小互動，比如在城鎮裡撫摸貓或狗，或者在野外追逐發光的小動物，都可以讓你獲得一些額外的道具。

## 角色
- 萊莎琳·斯托特（Reisalin Stout，聲：野口百合[6]）

本作的主角，其簡稱為萊莎。超越平凡的年輕鍊金術士，曾經特立獨行的少女，隨著年齡的增長變成了一位「親切的姐姐」。如今已成為眾人依靠的對象，承接各式各樣的委託。
- 蘭托·馬斯林克（Lent Marslink，聲：寺島拓篤[6]）

頗具常識，為人誠實謙虛。簡言之就是「可靠的好人」。離開庫肯島後繼續一個人的武者修行之旅。與科洛蒂婭同樣接到萊莎的邀請，再次與舊友們一同踏上嶄新的冒險旅程。
- 科洛蒂婭·巴蘭茨（Klaudia Valentz，聲：大和田仁美[6]）

商人的獨生女，亦是聰明能幹的職業女性。如今在商會內的地位日益穩固，開始負責管理具有發展前景的部門。離開王都之後接到來自萊莎的邀請，再次踏上僅限一個夏天的冒險之旅。
- 塔奧·蒙伽特恩（Tao Mongarten，聲：寺島惇太[6]）

在王都繼續求學的同時，也一如往常致力於遺跡研究。言談舉止成熟不少，並練就一身能隨時進入遺跡探險的實力，然而本質上卻仍是當年熱愛讀書的少年。似乎對柯克群島上的遺跡十分感興趣，在此可以充分發揮他過去所積累的知識。
- 派翠夏·阿貝爾海姆（Patricia Abelheim，聲：大空直美[6]）

塔奥擔任家庭教師時指導的學生。跟萊莎在王都的冒險時，累積了很多經驗。雖然老成，但只要下定決心，就會不顧周圍的阻止馬上行動的個性還是沒有變。和萊莎道別後，過了一陣子普通學生生活。但為了向塔奧取得學術院推薦信的回覆，再度加入萊莎一行的冒險隊伍。
- 博斯·布倫嫩（Bos Brunnen，聲：阿座上洋平[6]）

萊莎等人故鄉的有力人士「布倫嫩家」的繼承人。 曾經陰差陽錯與萊莎等人不和，但如今已和解，也成長為一名認真的男人。 但是，對萊莎等人的說話態度依然很不客氣。他有一個藏在心底多年的願望，就是和青梅竹馬們一同冒險。
- 菲德麗卡·蘭伯蒂（Federica Lamberti，聲：諸星堇[6]）

工藝都市「薩多尼卡」工匠公會代理會長。儀容端莊有禮，溫柔賢淑的女性。個性堅強，一絲不苟有耐心。但有時會表現得太過客氣。為了讓對立的兩個派系能合作，決定跟著萊莎他們到各地一起冒險，從中學習成長。
- 迪安·法雷爾（Dian Farrell，聲：三野雄大[6]）

邊境之村「弗雷」的戰士。相當厭惡反覆挖掘他人遺跡的「採種人」行為，常年希望著能夠離開村莊。遇到萊莎一行人便決心和他們一起冒險。道地的獵人，不時會給人一種粗魯的印象，但事實上是非常懂事又坦率的人。
- 卡菈·伊迪亞斯（Kala Ideas，聲：羊宮妃那[6]）

擁有少女的外表，但實際是超過千歲的大長老。卡菈雖身為在歐蘭族中也被稱為是傳說中的氏族，但不時會偷跑出部落到附近散步。性格開朗愛開玩笑，卻散發著不可思議的威嚴。對於萊莎他們在找尋的門扉之謎以及「萬象大典」，似乎知道些什麼——
- 莉拉·德西亞斯（Lila Decyrus，聲：照井春佳[6]）

與安佩爾一同在各地旅行，過去造訪庫肯島時，曾向萊莎等人傳授戰鬥技巧。個性冷靜沉著，待人冷淡，但在戰鬥時堅毅且勇敢，對於經常前往危險地帶的安佩爾，是非常可靠的保鑣。與安佩爾一樣在旅途中與萊莎一行會合。
- 安佩爾·沃爾默（Empel Vollmer，聲：野島裕史[6]）

過去任職於王宮，曾教導萊莎鍊金術的鍊金術士。為了關閉過去鍊金術士留下的「異界之門」，在世界各地旅行。性格爽朗總是超然以對，態度也很沉著。為了自己的目的在各地旅行途中，與萊莎一行會合，再次與他們踏上冒險旅途。

## 開發
遊戲主題曲為《あの夏の隠れ家》，由reche創作並演唱，遊戲片尾曲《Travelers》由suis from YORUSHIKA演唱。

## 外部連結
- 官方网站